# Achalinus
Achalinus – rodzaj węży z rodziny Xenodermidae.

## Zasięg występowania
Rodzaj obejmuje gatunki występujące w południowo-wschodniej i wschodniej Azji (Chiny, Tajwan, Wietnam i Japonia). 

## Systematyka

### Etymologia
- Achalinus: gr. przedrostek negatywny α a[7]; χαλινος khalinos „zęby jadowe”[8][2].
- Ophielaps: gr. οφις ophis, οφεως opheōs „wąż”[9]; ελλοψ ellops, ελλοπος ellopos (także ελοψ elops, ελοπος elopos) „rodzaj jakiegoś węża”[10]. Gatunek typowy: Ophielaps braconnieri Sauvage, 1877 (= Achalinus spinalis Peters, 1869).
- Achalinopsis: rodzaj Achalinus Peters, 1869; gr. οψις opsis, οψεως opseōs „wygląd”[11]. Gatunek typowy: Achalinopsis sauteri Steindachner, 1913 (= Achalinus formosanus Boulenger, 1908).

### Podział systematyczny
Do rodzaju należą następujące gatunki:

- Achalinus ater Bourret, 1937
- Achalinus dabieshanensis Zhang, Liu, Huang, Hu, Yu, Sun, Zhang, Wen & Zhang, 2023
- Achalinus damingensis Xu, Yang, Wu, Gong, Huang & Huang, 2023
- Achalinus dehuaensis Li, Wu, Xu, Zhu, Ren, Guo & Dong, 2021
- Achalinus emilyae Ziegler, Nguyen, Pham, Nguyen, Pham, van Schingen, Nguyen & Le, 2019
- Achalinus formosanus Boulenger, 1908
- Achalinus hainanus Huang, 1975
- Achalinus huangjietangi Huang, Peng & Huang, 2021
- Achalinus hunanensis Ma, Shi, Xiang, Shu & Jiang, 2023
- Achalinus jianghuaensis Huang, Liu, Zhang & Wu, 2024
- Achalinus jinggangensis (Zong & Ma, 1983)
- Achalinus juliani Ziegler, Nguyen, Pham, Nguyen, Pham, van Schingen, Nguyen & Le, 2019
- Achalinus meiguensis Hu & Zhao, 1966
- Achalinus nanshanensis Li, Zhu, Xiao, Wu, Yang, Zhang & Mo, 2024
- Achalinus niger Maki, 1931
- Achalinus ningshanensis Yang, Huang, Jiang, Burbrink, Gong, Yu, Zhang, Huang & Huang, 2022
- Achalinus panzhihuaensis Hou, Wang, Guo, Chen, Yuan & Che, 2021
- Achalinus pingbianensis Li, Yu, Wu, Liao, Tang, Liu & Guo, 2020
- Achalinus quangi Pham, Pham, Le, Ngo, Ong, Ziegler & Nguyen, 2023
- Achalinus rufescens Boulenger, 1888
- Achalinus sheni Ma, Xu, Qi, Wang, Tang, Huang & Jiang, 2023
- Achalinus spinalis Peters, 1869
- Achalinus timi Ziegler, Nguyen, Pham, Nguyen, Pham, van Schingen, Nguyen & Le, 2019
- Achalinus tranganensis Luu, Ziegler, Ha, Lo, Hoang, Ngo, Le, Tran & Nguyen, 2020
- Achalinus vanhoensis Ha, Ziegler, Sy, Le, Nguyen & Luu, 2022
- Achalinus werneri Van Denburgh, 1912
- Achalinus yangdatongi Hou, Wang, Guo, Chen, Yuan & Che, 2021
- Achalinus yunkaiensis Wang, Li & Wang, 2019
- Achalinus zugorum Miller, Davis, Luong, Do, Pham, Ziegler, Lee, de Queiroz, Reynolds & Nguyen, 2020